# Hochwertwort
Hochwertwort ist ein in der Rhetorik verwendeter Begriff für Wörter oder kurze Phrasen, mit denen positive Emotionen hervorgelockt werden sollen. Sie werden gezielt in politischen Reden eingesetzt, um die Zuhörer für die eigene Position zu gewinnen. Sie sind unverzichtbare Bestandteile von Populismus, Demagogie, Propaganda und Agitation. Auch in der Sprache der Werbung spielen sie eine erhebliche Rolle.
Durch ihre häufige Verwendung unterliegen Hochwertwörter einem starken Bedeutungswandel. Viele Wörter, wie zum Beispiel „Arier“, „Führer“, „Totaler Krieg“, waren während der Zeit des Nationalsozialismus positiv besetzt, nach 1945 begann sich dieser Eindruck zu wandeln, so dass heute bei einem Großteil der Bevölkerung von einem negativen Hochwertwort gesprochen werden kann. Deshalb kann eine Rede auf Rezipienten, auf die nicht gezielt wurde, vollkommen anders bzw. negativ oder einfach befremdlich wirken, wie beispielsweise die Sportpalastrede auf einen heutigen Empfänger.
Beispiele für Hochwertworte, je nach Zielgruppe:
- Heimat, Vaterland, Volk
- Patriotismus, Vaterlandsliebe
- Mut, Ehre, Tapferkeit
- Held
- Soziale Gerechtigkeit